# فرودگاه ویلر آرمی
فرودگاه ویلر آرمی  (به انگلیسی: Wheeler Army Airfield) یک فرودگاه نظامی با کد یاتا HHI است که یک باند فرود آسفالت دارد و طول باند آن ۱۷۰۸ متر است. این فرودگاه در کشور ایالات متحده آمریکا قرار دارد و در ارتفاع ۲۵۵ متری از سطح دریا واقع شده است.